# Liste der Baudenkmäler in Bechtsrieth

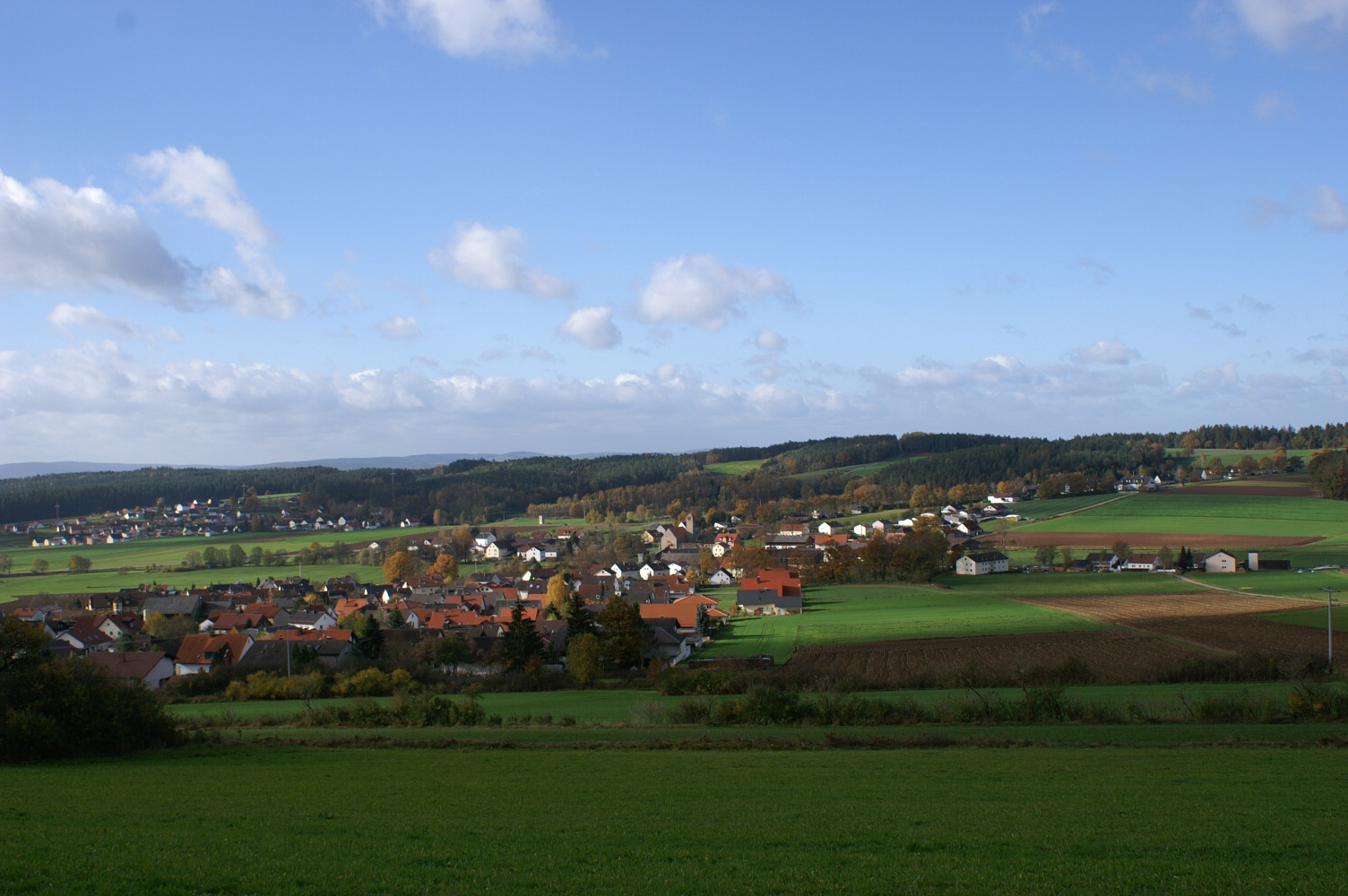
Blick auf Trebsau

Auf dieser Seite sind die Baudenkmäler in der Oberpfälzer Gemeinde Bechtsrieth zusammengestellt. Diese Tabelle ist eine Teilliste der Liste der Baudenkmäler in Bayern. Grundlage ist die Bayerische Denkmalliste, die auf Basis des Bayerischen Denkmalschutzgesetzes vom 1. Oktober 1973 erstmals erstellt wurde und seither durch das Bayerische Landesamt für Denkmalpflege geführt wird. Die folgenden Angaben ersetzen nicht die rechtsverbindliche Auskunft der Denkmalschutzbehörde.

## Baudenkmäler nach Gemeindeteilen

### Trebsau
| Lage                     | Objekt      | Beschreibung                                                                                    | Akten-Nr.             | Bild |
| ------------------------ | ----------- | ----------------------------------------------------------------------------------------------- | --------------------- | ---- |
| Pirker Straße (Standort) | Ortskapelle | Kleiner Steildachbau, dreiseitig geschlossen, Giebelreiter mit Glocke, um 1900; mit Ausstattung | D-3-74-127-5 Wikidata | BW   |